# Province d'Angaraes
La province d'Angaraes (en espagnol : Provincia de Angaraes) est l'une des sept provinces de la région de Huancavelica, dans le centre du Pérou. Son chef-lieu est la ville de Lircay.

## Géographie
La province couvre une superficie de 1 959,03 km2. Elle est limitée au nord par la province d'Acobamba, à l'est par la région d'Ayacucho, au sud par la province de Huaytará, et à l'ouest par la province de Huancavelica.

## Histoire
La province a été créée le 20 juin 1825.

## Population
La population de la province s'élevait à 55 704 habitants en 2007.

## Subdivisions
La province d'Angaraes est divisée en douze districts :
- Anchonga
- Callanmarca
- Ccochaccasa
- Chincho
- Congalla
- Huanca-Huanca
- Huayllay Grande
- Julcamarca
- Lircay
- San Antonio de Antaparco
- Santo Tomás de Pata
- Seclla